# Jürgen Wagner
Jürgen Wagner (Estrasburgo, 9 de septiembre de 1901 - Belgrado, 27 de junio de 1947) fue un Brigadeführer en las Waffen-SS durante la Segunda Guerra Mundial, comandante de la División SS Nederland y fue condecorado con la Cruz de Caballero de la Cruz de Hierro con Hojas de Roble.
En abril de 1944 Wagner fue promovido a SS-Brigadeführer und Generalmajor der Waffen-SS y se le dio el mando de la 4.ª División SS Polizei. En agosto de 1944, Wagner recibió el mando de un Kampfgruppe (grupo de batalla), contra la Ofensiva de Tartu del 3.º Frente Báltico soviético.
Como comandante de la 23.ª División SS Panzer holandesa de Granaderos Voluntarios, se rindió ante el teniente coronel Leroy E. Frazier del 405.° regimiento de infantería de la 102.ª División, en el río Elba cerca de Tangermünde en mayo de 1945.
Después del fin de la guerra, Wagner fue extraditado a Yugoslavia en 1947. Ahí, fue juzgado ante el tribunal militar del 3.º Ejército yugoslavo desde el 29 de mayo al 6 de junio de 1947 en Zrenjanin. No se sabe con precisión por lo que fue acusado. Sin embargo, sus órdenes de ejecuciones masivas de civiles en Alibunar en 1941 (dictadas por Wilhem Dittrich) y después según se informa, jugaron un papel en su condena. Hallado culpable de los cargos, fue sentenciado a muerte por un pelotón de fusilamiento y ejecutado el 27 de enero de 1947.

## Condecoraciones
- Cruz de Hierro (1939) 2ª Clase (16 de mayo de 1940) & 1ª Clase (1 de julio de 1940)[3]
- Cruz Alemana en Oro el 8 de diciembre de 1942 como SS-Standartenführer en SS-Infanterie-Regiment "Germania"[4]
- Cruz de Caballero de la Cruz de Hierro con Hojas de Roble
  - Cruz de Caballero el 24 de julio de 1943 como SS-Oberführer y comandante del SS-Panzergrenadier-Regiment "Germania".[5]
  - 680ª Hojas de Roble el 11 de diciembre de 1944 como SS-Brigadeführer y Generalmajor de las Waffen-SS y comandante de la 4. SS-Freiwilligen-Panzergrenadier-Brigade "Nederland"[5]